# Dumbarton Oaks Studies
Dumbarton Oaks Studies – międzynarodowe czasopismo naukowe założone w 1950 roku. Publikuje się w nim artykuły naukowe dotyczące historii Bizancjum.